# Matthew Temple
Matthew Temple (20 giugno 1999) è un nuotatore australiano, campione iridato nella staffetta 4x100 metri misti mista a Gwangju 2019.

## Palmarès
| Anno | Manifestazione          | Sede       | Evento              | Risultato | Prestazione | Note             |
| ---- | ----------------------- | ---------- | ------------------- | --------- | ----------- | ---------------- |
| 2019 | Mondiali                | Gwangju    | 100 m farfalla      | 6°        | 51"51       |                  |
| 2019 | Mondiali                | Gwangju    | 200 m farfalla      | 10º       | 1'56"52     |                  |
| 2019 | Mondiali                | Gwangju    | 4x100 m misti       | 5º        | 3'30"42     |                  |
| 2019 | Mondiali                | Gwangju    | 4x100 m misti mista | Oro       | 3"39'08     |                  |
| 2021 | Olimpiadi               | Tokyo      | 100 m farfalla      | 5º        | 50"92       |                  |
| 2021 | Olimpiadi               | Tokyo      | 200 m farfalla      | 18º       | 1'56"25     |                  |
| 2021 | Olimpiadi               | Tokyo      | 4x100 m sl          | Bronzo    | 3'10"22     |                  |
| 2021 | Olimpiadi               | Tokyo      | 4x100 m misti       | 5º        | 3'29"60     |                  |
| 2021 | Olimpiadi               | Tokyo      | 4x100 m misti mista | Bronzo    | 3'38"95     |                  |
| 2022 | Mondiali                | Budapest   | 4x100 m sl          | Argento   | 3'10"80     |                  |
| 2022 | Mondiali                | Budapest   | 4x100 m misti mista | Argento   | 3'41"34     |                  |
| 2022 | Giochi del Commonwealth | Birmingham | 100 m farfalla      | Argento   | 51"40       |                  |
| 2022 | Giochi del Commonwealth | Birmingham | 4x100 m sl          | Oro       | 3'11"12     |                  |
| 2022 | Giochi del Commonwealth | Birmingham | 4x100 m misti       | Argento   | 3'31"88     |                  |
| 2022 | Giochi del Commonwealth | Birmingham | 4x100 m misti mista | Oro       | 3'41"30     |                  |
| 2022 | Mondiali in vasca corta | Melbourne  | 4x50 m sl           | Oro       | 1'23"44     |                  |
| 2022 | Mondiali in vasca corta | Melbourne  | 4x100 m sl          | Argento   | 3'04"63     |                  |
| 2022 | Mondiali in vasca corta | Melbourne  | 4x50 m misti        | Bronzo    | 1'30"81     |                  |
| 2022 | Mondiali in vasca corta | Melbourne  | 4x100 m misti       | Oro       | 3'18"98     |                  |
| 2022 | Mondiali in vasca corta | Melbourne  | 4x50 m sl mista     | Argento   | 1'28"03     |                  |
| 2023 | Mondiali                | Fukuoka    | 4x100 m sl          | Oro       | 3'10"16     |                  |
| 2023 | Mondiali                | Fukuoka    | 4x100 m misti       | Bronzo    | 3'29"62     |                  |
| 2023 | Mondiali                | Fukuoka    | 4x100 m misti mista | Argento   | 3'39"03     |                  |
| 2024 | Giochi olimpici         | Parigi     | 4x100m misti mista  | Bronzo    | 3'38"76     | Record oceaniano |
| 2024 | Mondiali in vasca corta | Budapest   | 100 m farfalla      | Bronzo    | 48"71       |                  |

## International Swimming League
| Stagione 2021 |
| ------------- |
| NY Breakers   |